# Urbanina
Urbanina S.p.A., zuvor Bargagli e Cristani S.p.A., war ein italienischer Hersteller von Automobilen.

## Unternehmensgeschichte
Das Unternehmen Bargagli e Cristani S.p.A. aus Pisa stellte 1965 auf dem Turiner Autosalon erstmals ein Fahrzeug aus, das von Marquis Piergirolamo Bargagli entworfen war, und begann mit der Produktion von Automobilen. Der Markenname lautete Urbanina. Später erfolgte die Gründung der Urbanina S.p.A. in Santa Croce sull’Arno. Etwa 1973 endete die Produktion.

## Fahrzeuge
Das Unternehmen stellte Kleinstwagen her. Auf einem Plattformrahmen konnten verschiedene Karosserien montiert werden. Dazu gehörten vollständig offene, vollständig geschlossene sowie offene Karosserien mit Verdeck. Beim Prototyp betrug die Fahrzeuglänge 194 cm. Für den Antrieb sorgten unterschiedliche Motoren. Zu Beginn war ein Einzylinder-Zweitaktmotor mit 175 cm³ Hubraum montiert. Später standen ein luftgekühlter Zweitaktmotor von Innocenti mit 198 cm³ Hubraum und 3,75 PS sowie Elektromotoren von Bosch mit 1 kW und 2 kW zur Wahl.